# Stictocephala basalis
Stictocephala basalis är en insektsart som beskrevs av Walker. Stictocephala basalis ingår i släktet Stictocephala och familjen hornstritar. Inga underarter finns listade i Catalogue of Life.